# 地平線 (衛星)
地平线（英語：Ofeq，希伯來語：‎）是以色列所研發的一系列侦察卫星，由以色列航太工業设计和制造。地平线一般搭載在沙維特系列運載火箭上。以色列帕勒马希姆空军基地承擔大部分地平线衛星發射任務。首顆地平線衛星於1988年發射，此次發射也使得以色列成为全球第八個具有衛星發射能力的國家。2020年7月6日，以色列成功發射地平線16號，用于监视伊朗的核活动。